# Норман Фінкельштейн
Но́рман Дж. Фі́нкельштейн (англ. Norman G. Finkelstein) (*8 грудня 1953, Нью-Йорк) — американський політолог і автор декількох праць з історії арабо-ізраїльського конфлікту. Найбільшої популярності в США та за кордоном він здобув, зокрема, завдяки своїй гостро критичній книзі «Індустрія Голокосту», яка була перекладена багатьма мовами світу.

## Біографія
Норман Фінкельштейн народився і виріс в Нью-Йорку, США в єврейській сім'ї біженців — жертв Голокосту з Польщі. Обидва його батьки були під час Другої світової війни в Варшавському гетто та нацистських таборах Майданек та Аушвіц.
Після закінчення школи він навчався в Бінґамтонському університеті (Binghamton University) Нью-Йорку — закінчив його в 1974 році. Своє навчання він продовжив у Франції, у Вищій Практичній Школі Парижу (École Pratique des Hautes Études). У 1980 році він отримав ступінь магістра в Принстонському Університеті. В цьому ж університеті він захистив свою докторську дисертацію з теорії сіонізму. Він викладав політологію в декількох університетах США, зокрема в Принстонському, Нью-Йоркському Університеті, Бруклінському коледжі. З 2003 по теперішній час доктор Фінкельштейн викладає в приватному католицькому Університеті Де Пол (DePaul University) в Чикаго.

### Критика підробок та фальсифікацій
Перше визнання Норман Фінкельштейн отримав під час викриття підробок і фальсифікацій в роботі іншого американського автора Джоан Пітерс. У своїй книзі «З незапам'ятних часів» вона, зокрема, стверджувала, що більшість арабів в Палестині поселилося тільки разом з появою єврейських поселенців, отже, таким чином, вигнані з своїх земель араби, на її думку, не були тубільним населенням Палестини. Норман Фінкельштейн присвятив більшу частину своєї докторської дисертації та частину іншої книжки «Зображення і реальність арабо-ізраїльського конфлікту» розвінчанню цієї праці, яку він назвав підробкою. З висновком Фінкельштейна погодилися ще низка американських істориків, проте цікавим, на думку Фінкельштейна, була не критика, а відношення до книги в американській пресі. Протягом певного часу ця книжка отримувала одноголосно схвальні рецензії і критикам було тяжко навіть привернути увагу до фальсифікації даних та перекручування фактів, які викрив Фінкельштейн. З часом кількість критичних відгуків збільшилася, але помітними залишилися труднощі у викритті підробки і небажання багатьох критично сприймати роботу Пітерс. Своєю участю в викритті фальсифікацій та принциповим ставленням до достовірності наукових досліджень Норман Фінкельштейн здобув певне визнання серед науковців США.
Окрему увагу також отримала критика доктора Фінкельштейна у співавторстві з істориком Беттіною Бірн книжки американського історика Даніеля Ґольдгаґена «Добровільні помічники Гітлера» (Hitler's Willing Executioners). У своєму науковому дослідженні Ґольдгаґен стверджував, що всі німці радо допомагали Гітлерові в здійсненні Голокосту і тому мусять всі нести колективну відповідальність за злочини нацистів. У своєму критичному аналізі історик і політолог уважно аналізували всі документи, на які спирався у своїх висновках Ґольдгаґен, і викрили численні фальсифікації та неправильне трактування подій. Норман Фінкельштейн уважно документував всі помилкові використання літератури та хибні висновки автора, а Беттіна Бірн показала на фактах з німецьких архівів, як автор книги помилково використовував джерела. Завдяки такій науковій критиці ця книга з світової сенсації в сфері дослідження Голокосту перетворилася на сумнівний та упереджений документ, до якого почали відноситись критично й інші науковці.

### «Індустрія Голокосту»
Найвідомішою і справді сенсаційною стала книга Нормана Фінкельштейна «Індустрія Голокосту. Міркування про експлуатацію страждання євреїв» (The Holocaust Industry: Reflections on the Exploitation of Jewish Suffering). Вона викликала велику кількість схвальних коментарів, а також певну кількість критичних зауважень. Книга отримала значну кількість позитивних відгуків, зокрема від провідних істориків і дослідників Голокосту, від науковців як в США, так і в Ізраїлі та Європі. Деякі історики, і зокрема, представники єврейських організацій США, таких як Антидефамаційна ліга США, звинуватили Фінкельштейна у розпалюванні антисемітизму. Попри це, книга стала бестселером не тільки в США, але й по всьому світі — її перекладено декількома мовами. Основним аргументом автора, який отримував часом досить різну реакцію, стало твердження, що страждання єврейського народу під час Другої Світової Війни та Голокосту використовувалося декількома особами і деякими єврейськими організаціями задля власного збагачення і для виправдовування дій Ізраїлю на Близькому Сході. Завдяки цьому дослідженню Норман Фінкельштейн, як і його книга отримав всесвітнє визнання — його запрошували на лекції до багатьох університетів США і Європи, він з'являвся неодноразово в теле- і радіоефірі.

### Оцінка арабо-ізраїльського конфлікту
На тему арабо-ізраїльського конфлікту Норман Фінкельштейн написав певну кількість статей і дві книги: «Зображення і реальність арабо-ізраїльського конфлікту» та «Повстання і крах Палестини. Персональні свідоцтва років інтифади». Він вважається одним з провідних спеціалістів з історії цього конфлікту, і як такого його часто запрошують на теле- і радіоефір експертом з цієї проблемі. В власній інтерпретації цього конфлікту Норман Фінкельштейн відрізняється своїм критичним поглядом на політику Ізраїлю і США в регіоні. У своїх творах він не тільки стверджує, що політикою Ізраїлю з самого початку було намагання витіснити арабів з Палестини, але також звинувачує його в військових злочинах проти мирного населення, політичних вбивствах, дискримінації за національною ознакою та запровадженні системи апартеїду. У своїх висновках він спирається на висновки правозахисних організацій. Його думку поділяють і інші спеціалісти, такі як Ноам Чомскі та колишній президент США Джиммі Картер. У своїх висновках він також критично відноситься до політики США в регіоні, звертаючи увагу на беззастережну американську підтримку дій Ізраїлю. У підтвердження своїх тезисів в іншій книзі «Більш як нахабство» Фінкельштейн також стверджує, що ізраїльське лобі США використовує звинувачення в антисемітизмі для залякування опонентів та критиків політики Ізраїлю.

## Критика
Норман Фінкельштейн мав і має велику кількість критиків, як у США так і в інших країнах. Його звинувачували, зокрема, в антисемітизмі, антисіонізмі, запереченні Голокосту та атаках на тих, хто не поділяє його поглядів. Найбільшого розголосу набула критика його діяльності з боку таких організацій як Антидефамаційна ліга та деяких інших єврейських організацій США. Сам Фінкельштейн стверджує, що звинувачення його, єврея в антисемітизмі сміховинні і спрямовані в першу чергу на залякування критиків і придушення свободи слова.
Найбільшого розголосу в академічних колах США набула скандальна історія суперечок і звинувачень один проти одного між Норманом Фінкельштейном та професором Гарвардського університету Аланом Дершовіцем. В декількох публікаціях, теле- і радіовиступах та в книзі «Більш як нахабство» Фінкельштейн піддає суворій критиці книгу Дершовіца «Справа підтримки Ізраїлю» (The Case for Israel), де він стверджує, що ця книга є збіркою фальсифікацій та вигадок. Він також звинувачував Дершовіца в плагіаті, в тому що він нібито скопіював цілі частини книги з твору іншого автора — Джоан Пітерс, яку Фінкельштейн вже критикував раніше. Декілька інших авторів, проаналізувавши книгу Дершовіца, погодилися з Фінкельштейном, але спеціальна комісія, створена університетом Гарварду, не знайшла ніяких порушень. Суперечки з Дершовіцом з академічної площини перейшли на особисті відносини, коли Дершовіц поширював твердження інших, що мати Фінкельштейна вижила в концтаборі ніби тільки тому, що співпрацювала з нацистами. Такі персональні випади засуджувалися багатьма і ворожнеча між науковцями досягла рівня, коли вони перестали спілкуватися між собою і лише продовжують критику опонента в публікаціях і ЗМІ.
Гостро критичне ставлення Фінкельштейна з низки питань зовнішньої політики США і його принципова позиція щодо питання пам'яті Голокосту зажили йому певної популярності серед аудиторії США ліберального та лівого спрямування, та суворої критики з боку правих сил і єврейських організацій США.

## Праці
- 1984: Критика «З незапам'ятних часів» Norman Finkelstein on From Time Immemorial
- 1995; 2001; 2003: «Зображення і реальність арабо-ізраїльського конфлікту». Image and Reality of the Israel-Palestine Conflict
- 1996: «Повстання і крах Палестини. Персональні свідоцтва років інтифади». The Rise and Fall of Palestine: A Personal Account of the Intifada Years
- 1998: «Судилище нації: Тезиси Ґольдгаґена та історична правда». A Nation on Trial: The Goldhagen Thesis and Historical Truth
- 2000; 2001; 2003: «Індустрія Голокосту. Міркування про експлуатацію страждання євреїв». The Holocaust Industry: Reflections on the Exploitation of Jewish Suffering
- 2005: «Більш як нахабство: Зловживання антисемітизмом і перекручування історії». Beyond Chutzpah: On the Misuse of Anti-Semitism and the Abuse of History